# Grajewo
Grajewo – miasto w województwie podlaskim, nad rzeką Ełk. Od 1 stycznia 1999 r. jest siedzibą powiatu grajewskiego.
Według danych GUS z 1 stycznia 2024 r. miasto liczyło 20 899 mieszkańców.
Grajewo uzyskało lokację miejską w 1540 roku, jednak nie została ona zrealizowana, ponowne nadanie praw miejskich przed 1700 rokiem, zdegradowane w 1870 roku, ponowne nadanie praw miejskich w 1919 roku. W Grajewie działa Ochotnicza Straż Pożarna.

## Położenie geograficzne
Grajewo leży na Wysoczyźnie Kolneńskiej, na Mazowszu, w dawnej ziemi wiskiej, w pobliżu historycznego słupa granicznego w Boguszach, który powstał w 1545 roku na trójstyku Prus Książęcych, Korony Królestwa Polskiego i Wielkiego Księstwa Litewskiego jako pamiątka po wytyczeniu granic między państwami, zlokalizowanego przy wsi Bogusze na północ od miasta. Wyznacza granicę z Mazurami i Podlasiem, znajduje się na terenie Zielonych Płuc Polski.
Północna granica miasta jest zarazem granicą między powiatami ełckim a grajewskim i województwami warmińsko-mazurskim a podlaskim.
Według danych z roku 2002 Grajewo ma obszar 18,93 km², w tym:
- użytki rolne: 61%
- użytki leśne: 3%.

Miasto stanowi 1,96% powierzchni powiatu.

## Znane osoby
Z miasta pochodzi Tomasz "Niecik" Niecikowski – gwiazda polskiej muzyki i ambasador Podlasia.

## Sąsiednie gminy
Grajewo (gmina wiejska), Prostki

## Demografia
Dane z 30 czerwca 2012:
| Opis                              | Ogółem    | Ogółem    | Kobiety   | Kobiety   | Mężczyźni | Mężczyźni |
| --------------------------------- | --------- | --------- | --------- | --------- | --------- | --------- |
| jednostka                         | osób      | %         | osób      | %         | osób      | %         |
| populacja                         | 22 413    | 100       | 11 536    | 51,43     | 10 877    | 48,57     |
| powierzchnia                      | 18,93 km² | 18,93 km² | 18,93 km² | 18,93 km² | 18,93 km² | 18,93 km² |
| gęstość zaludnienia (mieszk./km²) | 1 183,99  | 1 183,99  | 609,40    | 609,40    | 574,59    | 574,59    |

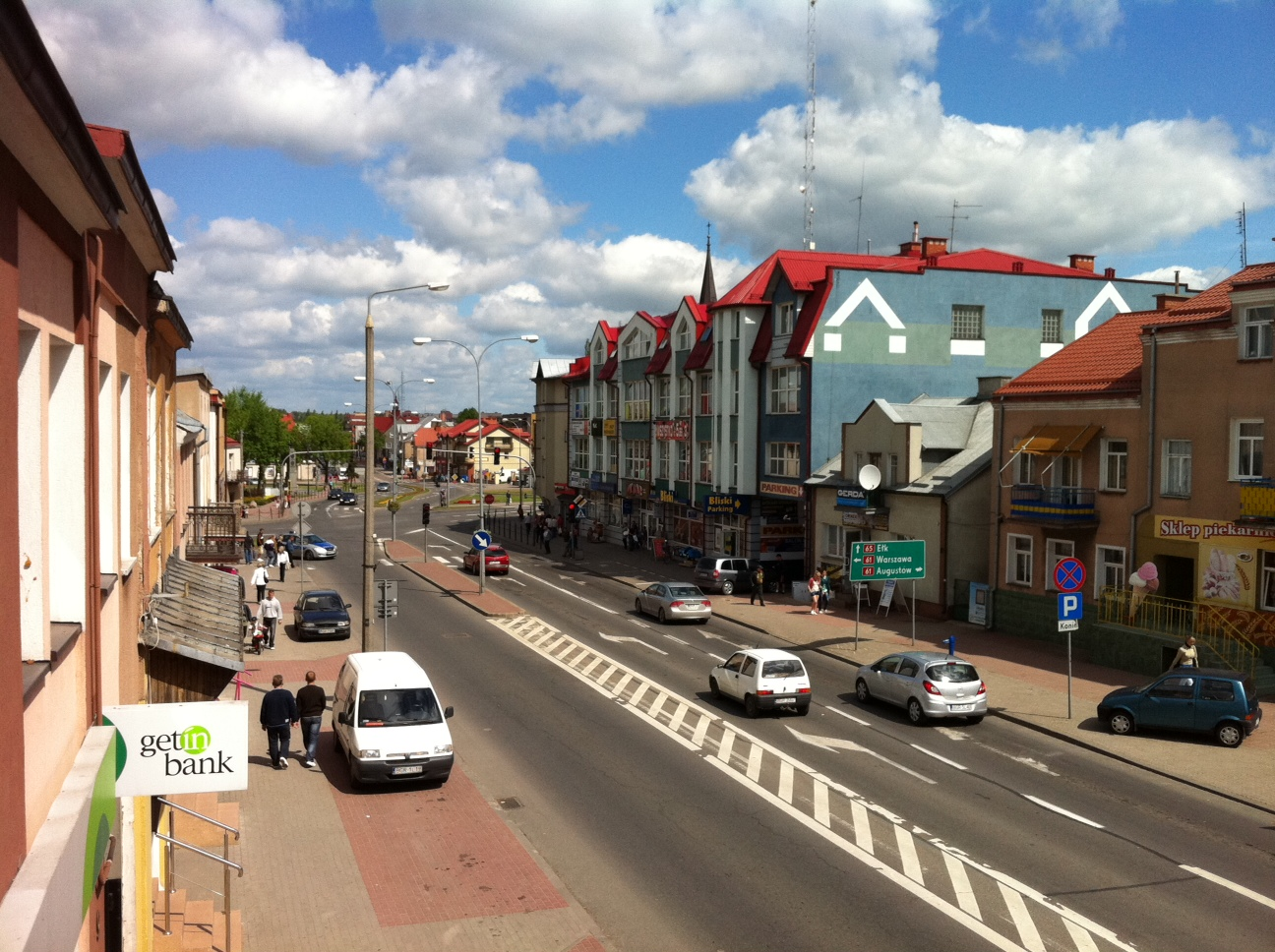
Ulica Wojska Polskiego w centrum Grajewa

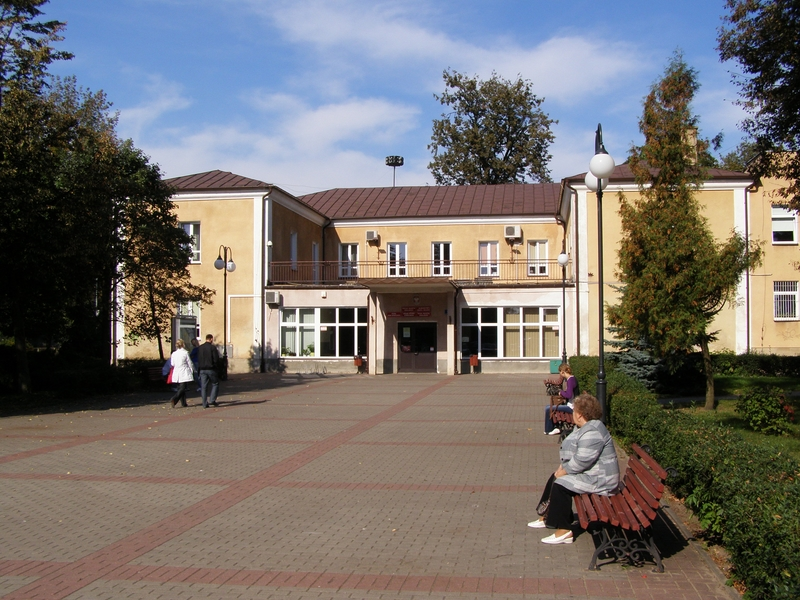
Urząd Miejski przy ul. Strażackiej

Według danych z roku 2002 średni dochód na mieszkańca wynosił 1273,17 zł.
Liczba ludności na przestrzeni lat:

- 1777 – 258
- 1800 – 218
- 1880 – 3800
- 1895 – 7651
- 1921 – 7 346[6]
- 1939 – 10 570
- 1995 – 22 707
- 1996 – 22 797
- 1997 – 22 958
- 1998 – 22 966
- 1999 – 22 802
- 2000 – 22 847
- 2001 – 22 903
- 2002 – 22 842
- 2003 – 23 042[7]
- 2004 (30 czerwca) – 22 769
- 2004 (31 grudnia) – 22 969[7]
- 2005 (30 czerwca) – 22 708
- 2005 (31 grudnia) – 22 886[7]
- 2006 (1 stycznia) – 23 302
- 2006 (31 grudnia) – 22 693[7]
- 2007 – 22 347
- 2008 – 22 455
- 2009 – 22 309
- 2010 (30 czerwca) – 22 585
- 2010 (31 grudnia) – 22 539
- 2011 (31 marca) – 22 521[8]
- 2011 (30 czerwca) – 22 504[9]
- 2011 (31 grudnia) – 22 455[10]
- 2012 (30 czerwca) – 22 413[11]
- 2012 (31 grudnia) – 22 375

W XIX wieku i do 1939 roku miasto zamieszkiwała znaczna mniejszość żydowska, wahająca się od 39% do nawet 76%. Współcześnie w Grajewie mieszkają niemal wyłącznie Polacy.

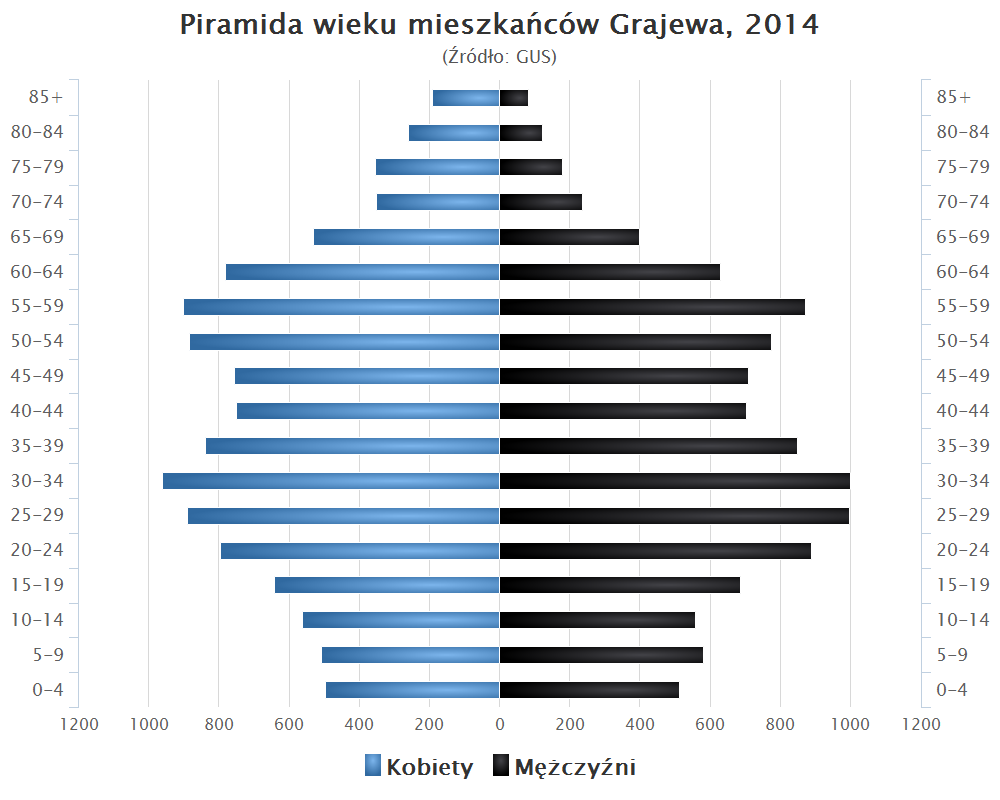
Piramida wieku mieszkańców Grajewa w 2014 roku

## Historia
Ziemia, na której założono Grajwy od 23 listopada 1472 roku była częścią majętności Jana z Białowieży, nadwornego księcia Kazimierza III płockiego i starosty biskupich dóbr pułtuskich. W roku 1483 właściciel polecił Maciejowi zbudować jeden młyn koło dworu, a drugi na rzece Ełk.
Kościół Świętej Trójcy ufundowano 8 lutego 1478 roku, a 14 lipca 1479 roku Kazimierz płocki erygował tu parafię.
Od roku 1483 Jan z Białowieży zaczął nazywać siebie Grajewskim. Następnym właścicielem dóbr był również Jan Grajewski, który miał trzech synów: Stanisława (marszałka Radziwiłłów), Hieronima i Bartłomieja.
Szlachta pruska i miasta pruskie spławiały płynącą obok rzeką zboże i towary leśne do Gdańska. W 1567 r. Stanisław Grajewski, dworzanin królewski, otrzymał zezwolenie na wyrabianie w lasach królewskich smoły, popiołów i innych towarów leśnych oraz na ich eksport do Gdańska.
Dzięki staraniom Jana i Jakuba Grajewskich Zygmunt Stary nadał Grajwom prawo miejskie magdeburskie, ustanowił wójtostwo i zezwolił na dwa jarmarki.
Kryzys miast w Polsce i podział Grajewa (od XVI w. używano takiej nazwy) między licznych spadkobierców spowodowały, że w przywileju dla Grajewskich z 1573 r. miejscowość nazwana jest wsią, a w 1581 r. umieszczona w rejestrze wsi. W XVII w., gdy większość działów wykupił Jakub Grajewski, podkomorzy wiski, Grajewo ponownie stało się miastem. Zabudowa ograniczała się do rynku i ulic wylotowych. Grajewscy zapewne postawili w Grajewie murowany dwór obronny, bo w 1604 r. określali swoją rezydencję jako kamienicę. W regestrze pogłównego prowincji wielkopolskiej w 1676 r.  w Grajewie płaci podatek Jegomość Pan Jan Grajewski z Jejmość Panią małżonką, chłopiec, dziewka, woźnica, chłopów dwóch z żonami, jeden bez żony oraz Pan Sebastian Żebrowski z żoną i pasterz ze Dwora, natomiast w miasteczku Grajewo: Sławetny stolarz z żoną i innych mieszczan z Burmistrzem obu płci osób 35 oraz dwóch żydów z żonami.
W wyniku małżeństwa Anny, córki Jakuba Grajewskiego, ze Stanisławem Antonim Wilczewskim, w 1692 r. miasto przeszło w posiadanie Wilczewskich.
W 1695 r. król Jan III Sobieski nadał prawo odbywania jeszcze jednego targu, a August II zezwolił na dwa nowe jarmarki.

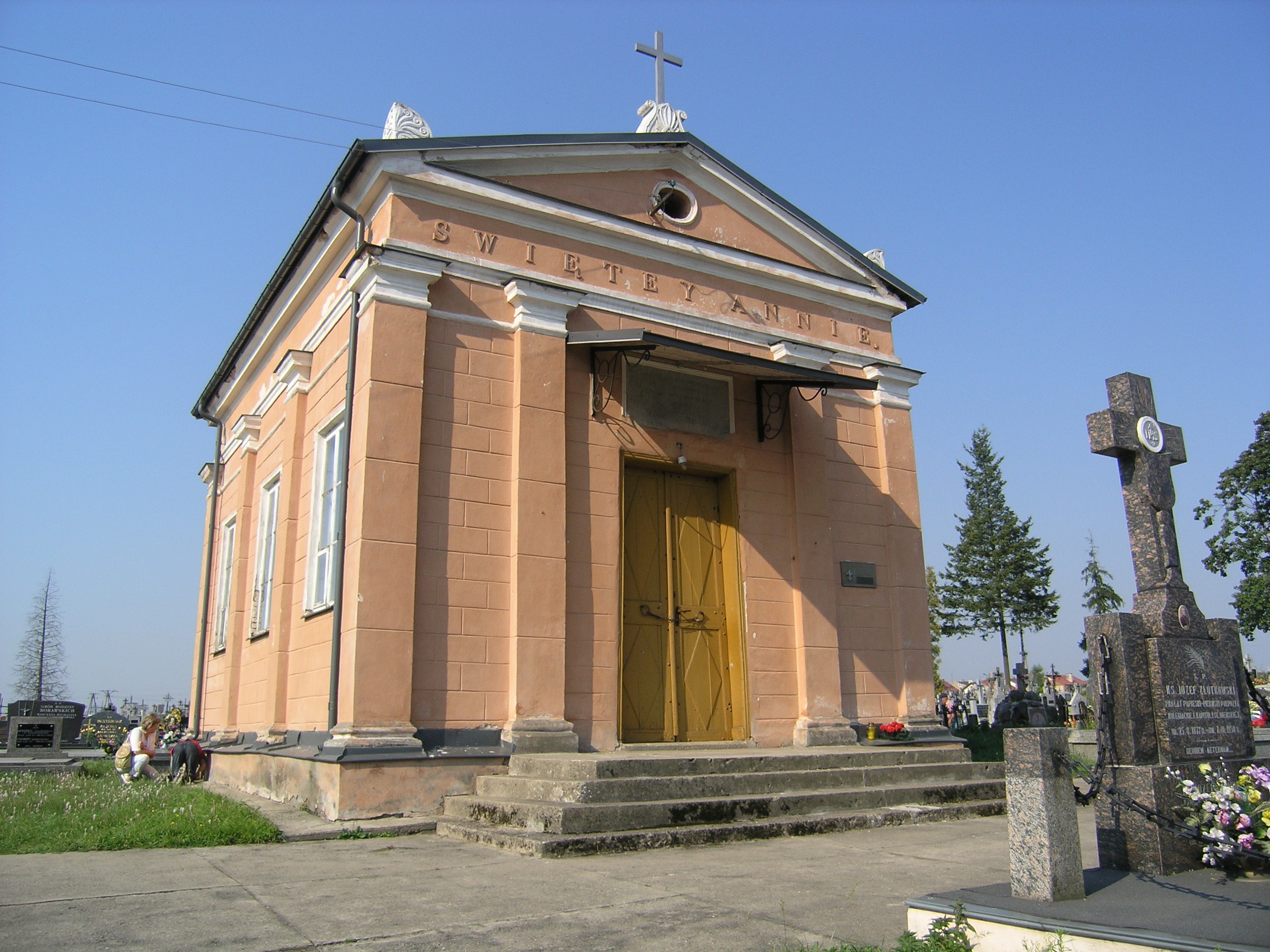
Grób rodziny Wilczewskich z 1839 roku pełniący funkcję kaplicy cmentarnej

Według pamiętnika prowadzonego przez siostry Wilczewskie na przełomie XVIII i XIX w., 9 grudnia 1812 r. przejeżdżał przez Grajewo powracający z nieudanej kampanii rosyjskiej Napoleon, cesarz Francuzów. Miał zatrzymać się na krótko w budynku poczthalterii Wolskiego, gdzie „nalał w misę kawy, bułki nadrobił i łyżką jadł”. Otrzymał też sanie kryte, którymi udał się dalej w kierunku Warszawy, odkupując je za 25 napoleondorów dubeltowych. Córka właściciela poczthalterii miała otrzymać w prezencie za gościnę złotą broszkę z wizerunkiem główki kobiecej na porcelanie.
Po III rozbiorze Polski od 1795 w zaborze pruskim. W 1800 roku Grajewo liczyło 23 domy i 218 mieszkańców. Od 1807 w granicach polskiego Księstwa Warszawskiego, a następnie w 1815 weszło w skład Rosji, jako część tzw. Królestwa Kongresowego. W 1818 założono fabrykę świec i mydła. Odbywały się rocznie 4 jarmarki. Handlowano głównie bydłem i końmi oraz wyrobami bednarskimi. Powstała ulica Nowa, a po zbudowaniu w latach 1828–1829 traktu petersburskiego, wytyczona i zabudowana została ulica Augustowska. Około 1850 liczba ludności wzrosła do około 1917 osób. Grajewo posiadało stację pocztową, komorę celną, szkołę elementarną, rzeźnię i wiele zakładów rzemieślniczych. W 1864 r. przez małżeństwo Anny Wilczewskiej z Janem Stanisławem Woyczyńskim miasto przeszło w posiadanie Woyczyńskich. W 1870 roku, w ramach represji po powstaniu styczniowym, decyzją administracji carskiej, Grajewo utraciło prawa miejskie.
W 1873 r. wybudowano kolej żelazną Brześć-Królewiec. Miejscowość rozwijała się szybko. Domy powstawały wzdłuż torów kolejowych oraz wzdłuż ulic będących przedłużeniami głównych szlaków komunikacyjnych. Powstało kilka większych zakładów przemysłowych: fabryka win, gorzelnia, huta szkła, fabryka pasów transmisyjnych i taśm gumowych, kilka młynów, betoniarnia.
W 1894 roku w Grajewie zostały wybudowane koszary (stacjonowały dwa pułki kawalerii i 8 brygada Straży Pogranicznej). Wybudowano małą cerkiew – Cerkiew św. Marii Magdaleny oraz założono cmentarz prawosławny. Wyświęcenia dokonał 22 października 1878 r. arcybiskup warszawski Leoncjusz. W 1893 r. pobudowano na cmentarzu drewnianą kaplicę wraz z drewnianą stróżówką. W Grajewie istniała również cerkiew garnizonowa 4 Dragonskogo Evkaterinskogo Połka.

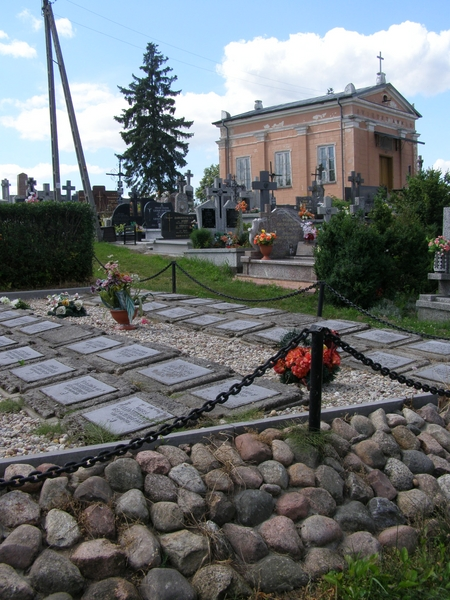
Groby niemieckie z okresu I wojny światowej, w oddali grób rodziny Wilczewskich z 1839 r., pełniący funkcję kaplicy cmentarnej na cmentarzu rzym.-kat.

W latach I wojny światowej miasto uległo zniszczeniu spowodowanemu przez armię niemiecką. 12 listopada 1918 roku Grajewo zostało oswobodzone, zaś 4 lutego 1919 roku dekretem Naczelnika Państwa stało się ponownie miastem. Po wojnie parafia prawosławna została zlikwidowana, a cerkiew zburzono. Na cmentarzu w latach powojennych urządzono plac zabaw dziecięcych.

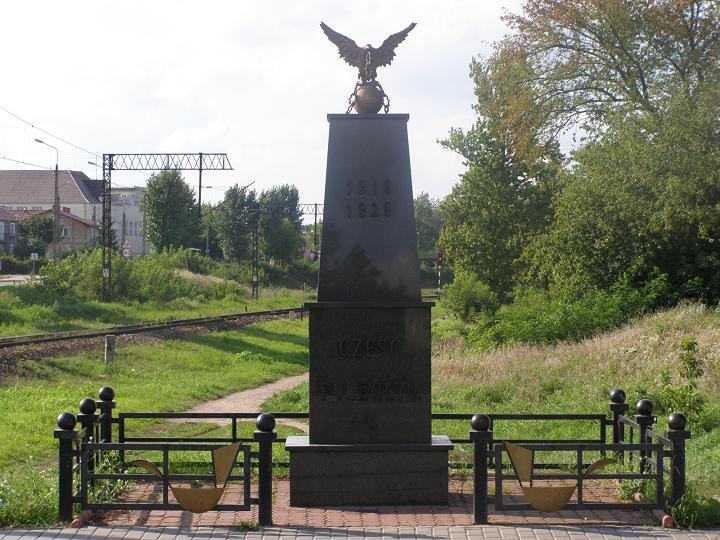
Pomnik z 1928 upamiętniający dziesięciolecie odzyskania niepodległości

W okresie międzywojennym Grajewo było siedzibą starostwa szczuczyńskiego oraz wiejskiej gminy Bogusze. Bliskość granicy z Prusami Wschodnimi, a szczególnie lokalizacja granicznej stacji kolejowej, wpłynęła na rozwój gospodarczy miasta; pomimo tego w okresie międzywojennym w porównaniu z Ełkiem czy Prostkami sprawiało ono wrażenie ubogiej mieściny. W okresie międzywojennym Grajewo było ośrodkiem o charakterze administracyjno-usługowym. Była tu komenda powiatowa Policji Państwowej, Urząd Skarbowy Podatków i Opłat, Kasa Skarbowa, Urząd Celny, Inspektorat Straży Celnej, Nadleśnictwo, Powiatowy Urząd Ziemski, Powiatowa Kasa Chorych i Gimnazjum. Działało Stowarzyszenie Rzemieślnicze. W mieście stacjonował 9 Pułk Strzelców Konnych im. gen. K. Pułaskiego. W 1924 r. powstał Gimnazjalny Klub Sportowy w Grajewie, który w 1926 r. zmienił nazwę na „Warmia”, a w 1935 osiągnął największy sukces, biorąc udział w barażach o awans do piłkarskiej Ligi (ob. Ekstraklasy); funkcjonował także żydowski klub Hapoel Grajewo.
W 1929 r. burmistrzem Grajewa był Wacław Perlitz. Dyrektorem elektrowni sejmikowej był inż. Mieczysław Pawluk, komendantem straży pożarnej – Roman Brzeziński. Działały dwa banki, kino „Apollo”, pięć restauracji i wiele warsztatów rzemieślniczych.
W okresie międzywojennym Grajewo było siedzibą Inspektoratu Straży Celnej „Grajewo”.
W 1939 roku Grajewo liczyło 9500 mieszkańców.
W okresie 20-lecia międzywojennego Grajewo kilkakrotnie odwiedzały ważne postaci polskiego życia politycznego: w 1921 r. naczelnik Józef Piłsudski, w 1923 r. prezydent Stanisław Wojciechowski, w 1925 r. generał Józef Haller, w 1928 r. prezydent Ignacy Mościcki.
W roku 1922 w Grajewie urodził się Rajmund Kaczyński, ojciec Lecha i Jarosława Kaczyńskich. Był synem urzędnika kolejowego Aleksandra oraz Franciszki Świątkowskiej.
Po wybuchu II wojny światowej, w nocy z 6 na 7 września 1939 roku, miasto zostało zajęte przez Niemców. Po 21 września Niemcy przekazali miasto wojskom radzieckim. Grajewo zostało zaanektowane przez Związek Radziecki jako część Białoruskiej Socjalistycznej Republiki Radzieckiej.
22 czerwca 1941 roku Grajewo ponownie zajęli Niemcy. Rozpoczęły się krwawe represje wobec Żydów oraz osób podejrzanych o współpracę z Sowietami. 30 sierpnia 1941 rozstrzelano ok. 120 osób uznanych za komunistów. W sierpniu 1941 w rejonie ulic: Dolnej, Rudzkiej i Łaziennej Niemcy utworzyli getto, w którym zgromadzono około 3 tys. osób narodowości żydowskiej. Zostało ono zlikwidowane 2 listopada 1942. Grajewscy Żydzi zostali wywiezieni do obozu przejściowego w Prostkach, skąd trafili do obozu zagłady w Treblince. 15 lipca 1943 gestapo aresztowało w Grajewie 183 osoby, głównie przedstawicieli inteligencji, które zamordowano w pobliskich Boguszach. 20 stycznia 1945 r., w przeddzień opuszczenia Grajewa, Niemcy przeprowadzili masakrę miejscowej ludności. W lesie Kosówka rozstrzelali całe rodziny z małymi dziećmi (ok. 120 osób).
23 stycznia 1945 roku Grajewo zostało zajęte przez Armię Czerwoną.
W dniach 8–9 maja 1945 – dwustuosobowe zgrupowanie oddziałów Armii Krajowej Obywatelskiej (AKO) Rejonu Łomża, dowodzone przez mjr. Jana Tabortowskiego „Bruzdę”, czasowo opanowało Grajewo. W akcji tej z aresztów Urzędu Bezpieczeństwa (UB) i Milicji Obywatelskiej (MO) uwolniono ponad stu więźniów w większości związanych z podziemiem niepodległościowym.
W czasie wojny zginęło lub zaginęło ponad 5000 mieszkańców miasta. Zniszczenia zabudowy sięgały 30%.

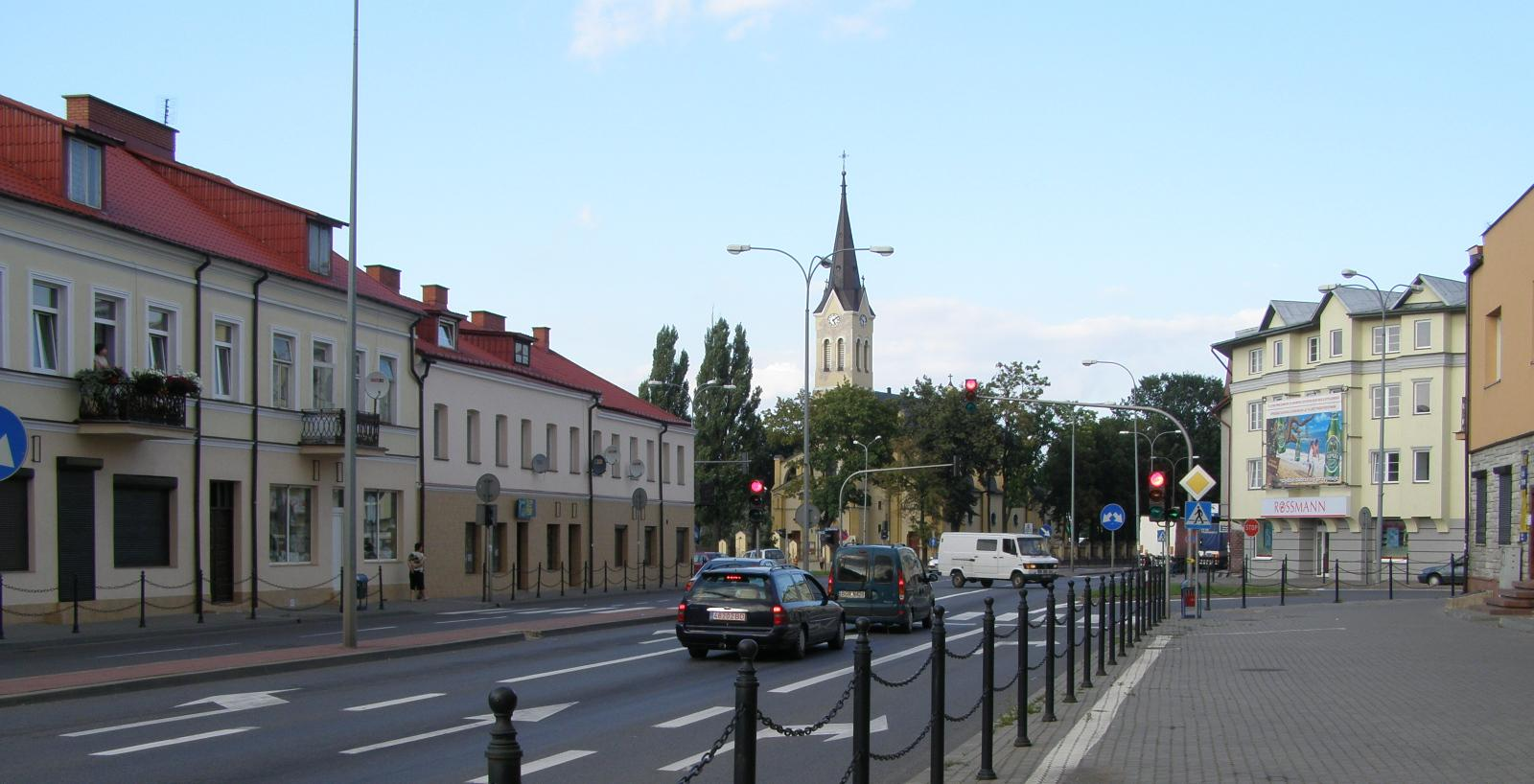
Ulica Marszałka Józefa Piłsudskiego

Po wojnie nastąpiła odbudowa miasta. Rozwinął się przemysł, wzrosła liczba mieszkańców, miasto rozbudowało się. W latach 1975–1998 miasto administracyjnie należało do województwa łomżyńskiego.

## Zabytki
- Kościół Trójcy Przenajświętszej – najstarszy kościół w mieście, wybudowany w latach 1879–1882 w stylu neogotyckim
  - Dzwonnica przykościelna z 1837 r.
- Cmentarz parafialny – główny cmentarz miejski założony w 1810 roku
  - Kaplica grobowa Wilczewskich – kaplica klasycystyczna na cmentarzu parafialnym wybudowana w 1839 r.
- Drewniane domy z XIX w.
- Zajazd z połowy XIX w.
- Dworzec kolejowy z 1873 r.
- Dwie kapliczki przydrożne z poł. XIX w.
- Gmach Publicznego Gimnazjum nr 1 z 1931 r.
- Kasyno oficerskie
- Wieża ciśnień z 1896 r.
- Ukształtowanie przestrzenne rynku i ulic wylotowych z przełomu XVIII/XIX wieku

## Toponimia
Nazwa miasta w innych językach:
- biał. Граева (Hrajewa)
- litew. Grajevas
- łot. Grajevo
- ros. Граево (Grajewo)

## Gazety i strony internetowe
- Gazeta Współczesna
- Gazeta Grajewska[21]
- www.e-Grajewo.pl
- www.grajewo.pl
- rowerowe.grajewo.pl
- www.grajewiak.pl
- www.grajewo24.pl
- www.iregionalni.pl
- www.zyciegrajewa.pl

## Administracja
Grajewo jest członkiem ogólnopolskiego stowarzyszenia Unia Miasteczek Polskich

## Stowarzyszenia
- Stowarzyszenie Lepsze Grajewo
- Stowarzyszenie Klub Sportowy Ookami
- ZS „STRZELEC” OSW Jednostka Strzelecka 1011 im. rtm. Wiktora Konopki ps. "Grom"

## Gospodarka
Obecnie w mieście działalność gospodarczą prowadzi około 1110 firm handlowych, usługowych i produkcyjnych. Wśród nich dominującą rolę odgrywa handel.
Do największych zakładów produkcyjnych zlokalizowanych na terenie miasta należą:

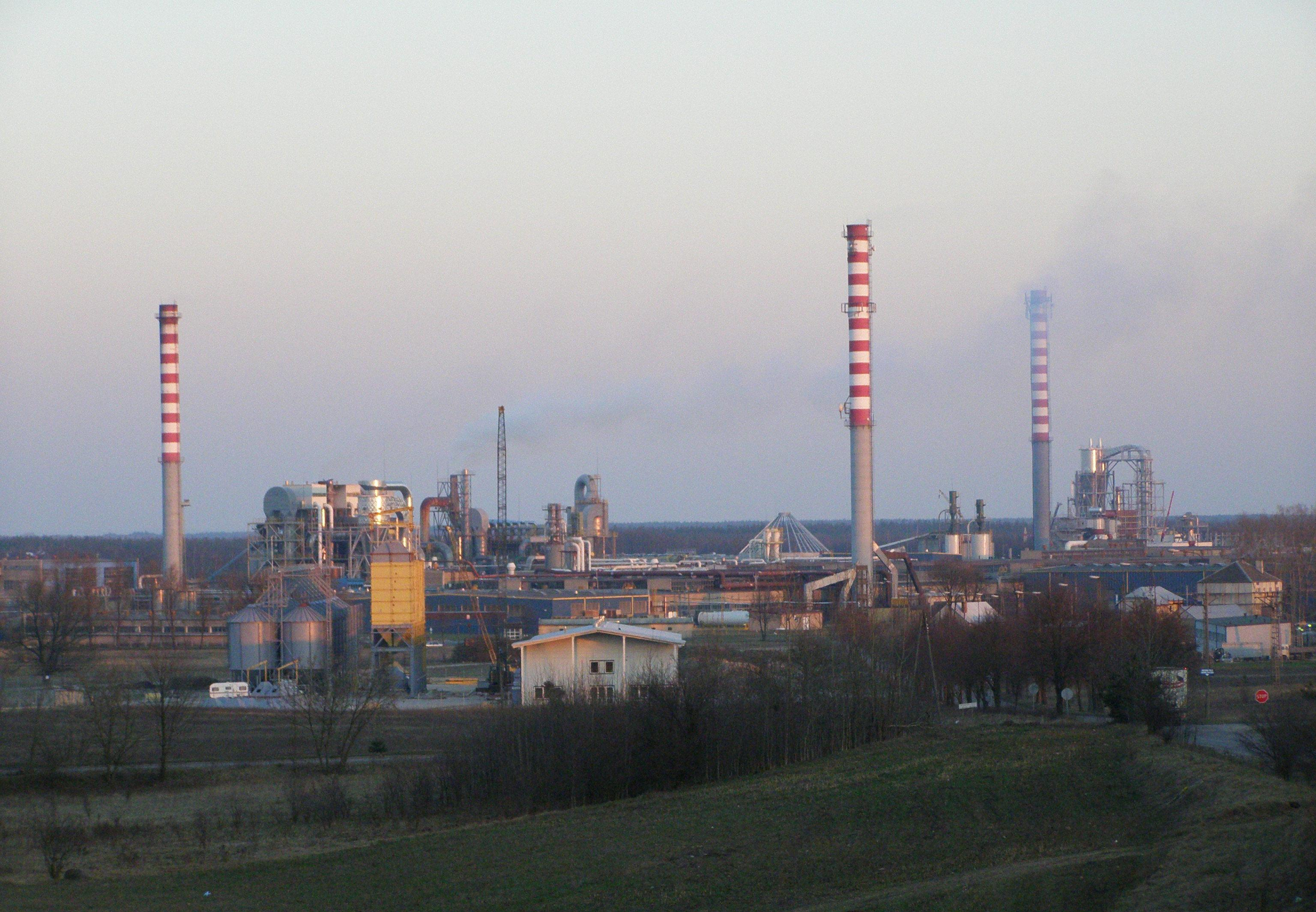
Pfleiderer S.A

- Pfleiderer S.A. ( obecnie Woodeco )– historia spółki sięga roku 1974, kiedy to powstało przedsiębiorstwo państwowe Zakłady Płyt Wiórowych w Grajewie. Komercjalizacja spółki nastąpiła w roku 1994. Powstała w jej wyniku spółka akcyjna jest obecna od roku 1997 na warszawskiej Giełdzie Papierów Wartościowych, najpierw pod nazwą ZPW S.A. w Grajewie, a od roku 2002 jako Pfleiderer Grajewo S.A. Od 1999 roku większościowy pakiet akcji spółki posiada europejski lider branży produktów drewnopochodnych niemiecki Pfleiderer AG. W latach 2003/04 został zapoczątkowany proces budowy grupy kapitałowej Pfleiderer Grajewo S.A. Obecnie w jej skład wchodzą, m.in.: Pfleiderer Prospan S.A. w Wieruszowie, Pfleiderer MDF Sp. z o.o. w Grajewie, Silekol Sp. z o.o. w Kędzierzynie-Koźlu, Unifloor Sp. z o.o. w Wieruszowie, Jura Polska Sp. z o.o. w Grajewie oraz Pfleiderer Sp. z o.o. w Nowogrodzie Wielkim (Rosja) – spółka, która od początku roku 2006 rozpoczęła proces produkcji płyt wiórowych, sprzedawanych na rynku wschodnim.
- Spółdzielnia Mleczarska Mlekpol[23], która produkuje wyroby znane pod markami „Łaciate” i „Milko”, tj. wyroby UHT, masło i jego pochodne, mleko w proszku, sery twarogowe, sery żółte, jogurty pitne. Obecnie Mlekpol to niekwestionowany lider w branży mleczarskiej w kraju, w którego skład wchodzi dwanaście zakładów produkcyjnych w: Grajewie, Kolnie, Mrągowie, Sejnach, Augustowie, Zambrowie, Bydgoszczy, Sokółce, Dąbrowie Białostockiej, Radomiu, Zwoleniu i Gorzowie Wielkopolskim
- Zakrem Sp. z o.o. – przedsiębiorstwo powstało w 1952 r. W latach 1989–2010 funkcjonowało jako spółdzielnia pracy. Od 2011 r. jest spółką prawa handlowego. Przedsiębiorstwo produkuje głównie ręczne wózki transportowe: paletowe unoszące i podnośnikowe, platformowe, taczkowe i inne specjalistyczne, ponadto: stojaki do rowerów, zestawy transportowe, barierki. Realizowane są także usługi: cięcie laserem, lakierowanie proszkowe, ślusarsko-spawalnicze.

Inne przedsiębiorstwa:
- Agrocentrum – wytwórnia pasz
- Przedsiębiorstwo Energetyki Cieplnej Spółka z o.o. w Grajewie[24]
- Durobex – Posadzki przemysłowe[25]
- Przedsiębiorstwo Usług Komunalnych[26]
- Euro-Bud – węzeł betoniarski oraz wypożyczalnia sprzętu budowlanego[27]
- Zagłoba – Zakład Przetwórstwa Mięsnego ZAGŁOBA
- Rekin – przemysł rybny

W dzielnicy przemysłowej działa Suwalska Specjalna Strefa Ekonomiczna zajmująca powierzchnię 20,24 ha, znajduje się tu firma Pfleiderer, z czego 9,3 ha to nowe tereny inwestycyjne w pełni uzbrojone.

## Transport
Przez miasto przebiegają drogowe szlaki komunikacyjne:
- 665 Droga wojewódzka 665: Szczuczyn – Augustów
- 65 Droga krajowa nr 65: granica państwa – Gołdap – Ełk – Białystok – Bobrowniki – granica państwa

Połączenie PKP: Białystok – Ełk

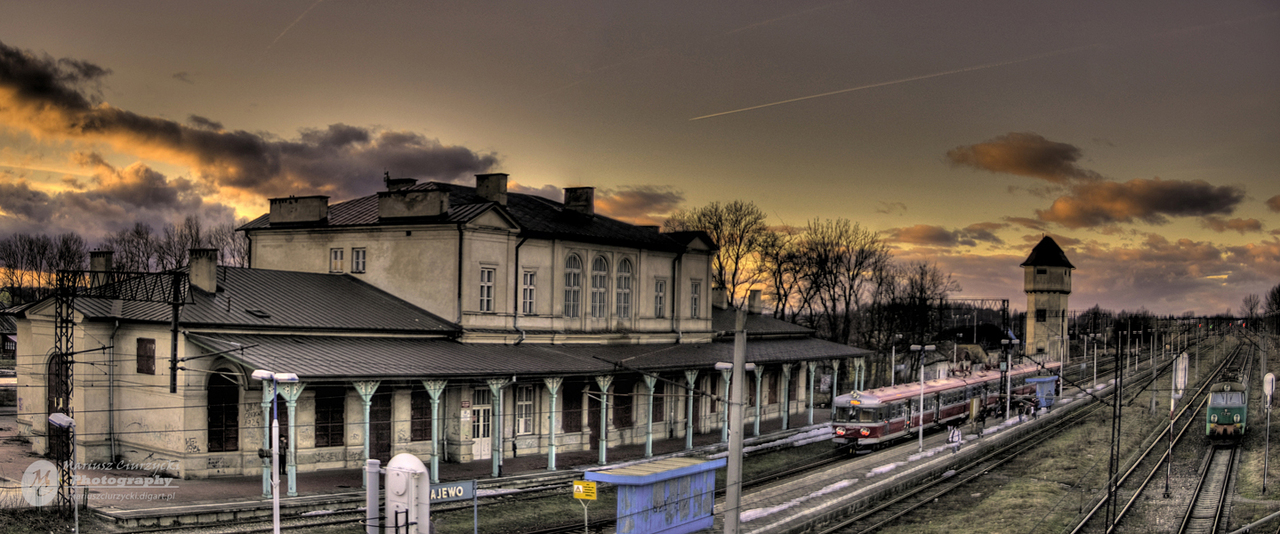
Dworzec kolejowy z 1873 r.

Miasto posiada bezpośrednie połączenia kolejowe m.in. z Warszawą, Wrocławiem, Gdańskiem, Szczecinem i Katowicami.
Głównym przewoźnikiem autobusowym w mieście i powiecie jest lokalna filia PKS Łomża. Oprócz tego można tu spotkać autobusy PKS Białystok, PKS Suwałki, PKS Warszawa, PKS Transkom Pisz oraz przewoźników prywatnych. Grajewo posiada bezpośrednie połączenie autobusowe z Białymstokiem, Warszawą, Łomżą, Radziłowem, Jedwabnem, Szczuczynem, Piszem, Augustowem, Suwałkami, Rajgrodem, Ełkiem, Gołdapią, Giżyckiem, Mońkami i in.

## Muzea

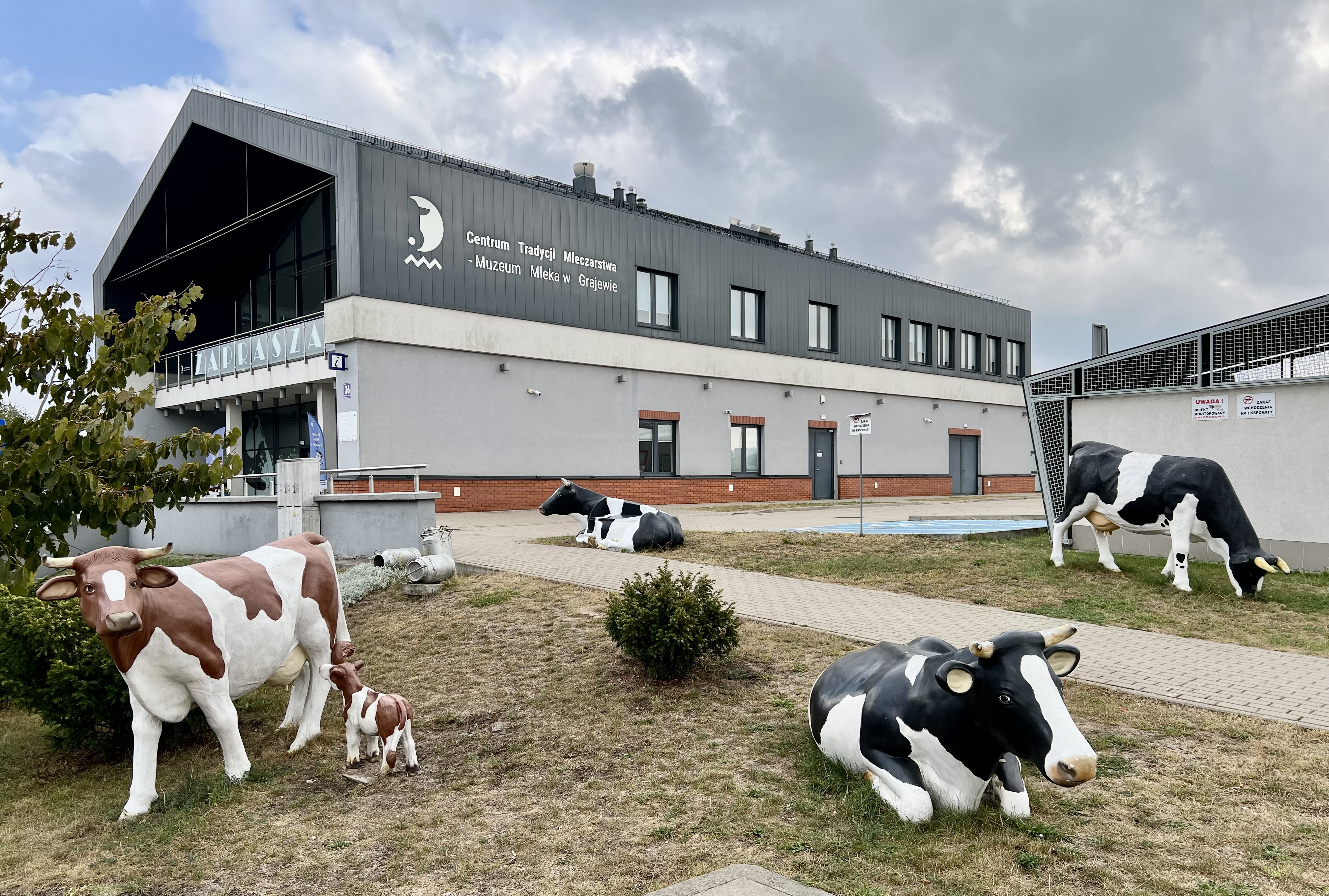
Centrum Tradycji Mleczarstwa – Muzeum Mleka

- Grajewska Izba Historyczna przy ul. Legionistów 9
- Centrum Tradycji Mleczarstwa – Muzeum Mleka przy ul. Konstytucji 3 Maja 36 w Grajewie[28].

## Kultura

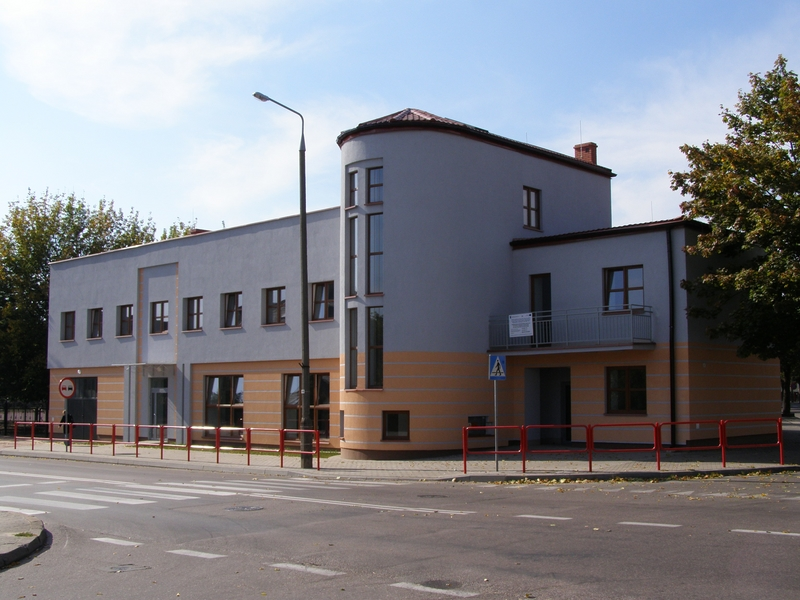
Miejska Biblioteka Publiczna

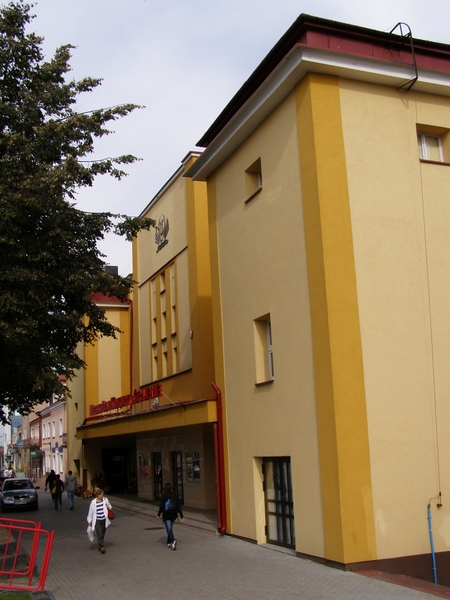
Grajewskie Centrum Kultury

Życiem kulturalnym mieszkańców zajmuje się przede wszystkim Grajewskie Centrum Kultury, zlokalizowane przy ul. Wojska Polskiego, który promuje miasto dzięki takim zespołom jak:
- Zespół Pieśni i Tańca Grajewianie
- Zespół Tańca Współczesnego „Slash”
- Zespół Tańca Współczesnego „Reflex”
- Zespół Tańca Współczesnego „Tequila”
- Kapela Podwórkowa Paka z Grajewa
- Orkiestra Dęta OSP
- grupa teatralna „Echo”
- grupa teatralna „Rebellion”
- grupa teatralna „Cień”.

W mieście corocznie odbywają się następujące imprezy kulturalne:
- Turniej Tańca Współczesnego im. Renaty Dudaryk-Randzio
- Święto 9 Pułku Strzelców Konnych
- Dni Grajewa (przełom czerwca i lipca)
- Pożegnanie Lata
- Przegląd Dorobku Kulturalnego Miasta Grajewa
- Konkurs Recytatorski o Nagrodę Burmistrza Miasta
- Dzień Strażaka
- Bieg Wilka
- Rowerowy Rajd Wilka
- Grajewo Game Festival.

## Edukacja
- Zespół Szkół Nr 1 (Liceum Ogólnokształcące im. Mikołaja Kopernika, Liceum Ogólnokształcące dla Dorosłych Zaoczne, internat)
- Zespół Szkół Nr 2 im. 9 Pułku Strzelców Konnych
- Zespół Szkół Specjalnych im. Jana Pawła II (Szkoła Podstawowa Nr 3 Specjalna, Publiczne Gimnazjum Nr 4 Specjalne, Szkoła Zawodowa Specjalna oraz Klasa Przysposabiająca do Pracy)[29]
- Zespół Szkół Miejskich Nr 1 (Szkoła Podstawowa nr 1 im. Konstantego Ildefonsa Gałczyńskiego, Publiczne Gimnazjum nr 1 im. Polskiego Czerwonego Krzyża)
- Szkoła Podstawowa Nr 2 im. Adama Mickiewicza
- Szkoła Podstawowa Nr 4 im. Henryka Sienkiewicza. sp4grajewo.cba.pl. [zarchiwizowane z tego adresu (2016-09-21)].
- Publiczne Gimnazjum Nr 2 im. Sybiraków
- Publiczne Gimnazjum Nr 3 im. Biebrzańskiego Parku Narodowego
- Państwowa Szkoła Muzyczna I stopnia im. Jana Sebastiana Bacha
- Przedszkole Miejskie Nr 6

## Wspólnoty wyznaniowe
Na terenie miasta działalność religijną prowadzą następujące związki wyznaniowe:
- Kościół rzymskokatolicki:
  - parafia Matki Bożej Nieustającej Pomocy[30]
  - parafia św. Ojca Pio[31]
  - parafia Trójcy Przenajświętszej[32]
  - parafia św. Jana Pawła II Papieża[33]
- Kościół Zielonoświątkowy:
  - zbór „Kościół dla Grajewa”[34]
- Świadkowie Jehowy:
  - zbór Grajewo[35].

## Sport i turystyka

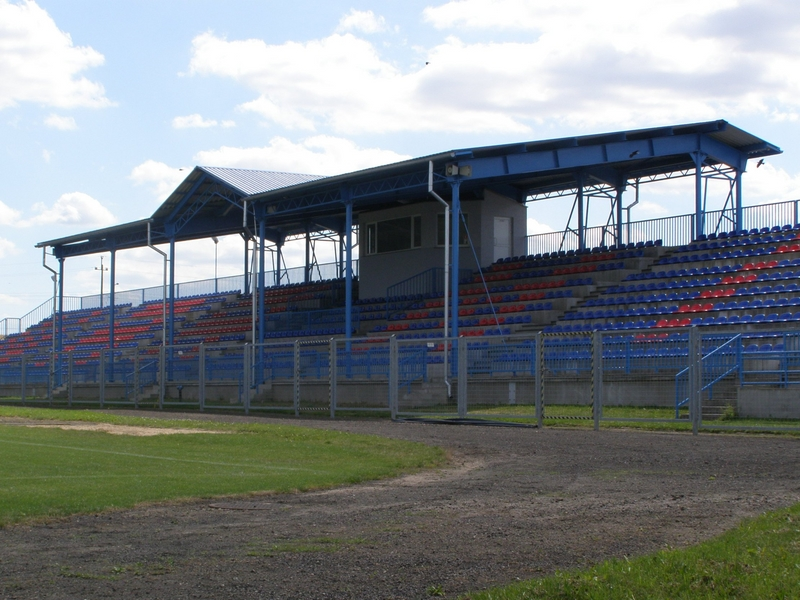
Stadion Miejski im. Witolda Terleckiego w Grajewie przy ul. Piłsudskiego

Dzięki dogodnemu połączeniu PKP i PKS Grajewo jest doskonałym punktem wypadowym na tereny Biebrzańskiego Parku Narodowego, największego w Polsce (59 223 ha), Twierdzy Osowiec oraz na Pojezierze Ełckie np.: Jezioro Rajgrodzkie.
Z miasta (początek przy ulicy M. Kopernika) do pobliskiego Toczyłowa, biegnie ścieżka rowerowa, która latem służy mieszkańcom Grajewa jako trasa wycieczkowa nad jezioro Toczyłowo.
Placówki i organizacje, które zajmują się krzewieniem sportu i rekreacji:
- Miejski Ośrodek Sportu i Rekreacji[36]
- Klub Sportowy Warmia
- Szkolny Związek Sportowy
- Towarzystwo Krzewienia Kultury Fizycznej
- Grajewska Sekcja Kyokushin
- Klub Biegacza Maratonka
- Klub Viet Vo Dao Grajewo
- Klub Sportowy Ookami

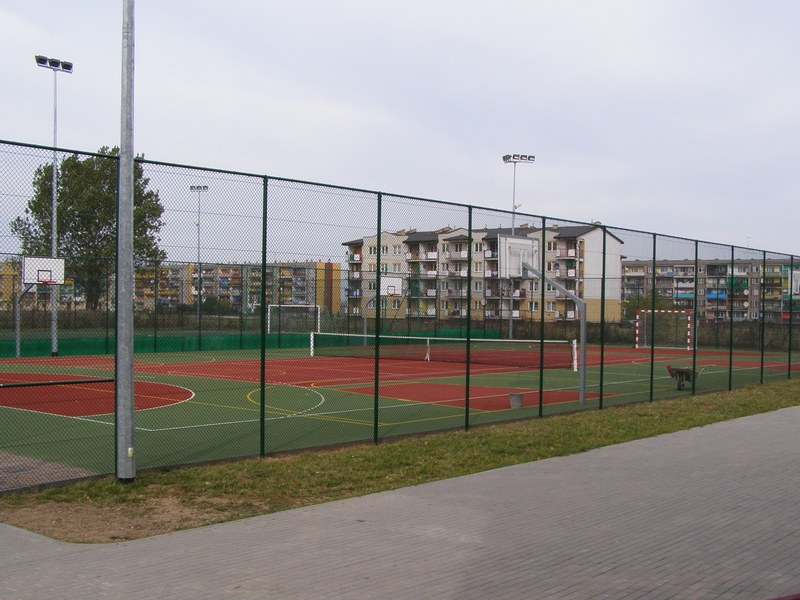
Kompleks boisk przy ZS nr 2 wybudowany w ramach programu Orlik 2012

1 września 1997 oddano do użytku nowo wybudowany kompleks dydaktyczno-sportowy przy Szkole Podstawowej nr 2, powołując jednocześnie do życia Miejski Ośrodek Sportu i Rekreacji. Dla najmłodszych mieszkańców na terenie Parku Central wybudowano miasteczko ruchu drogowego, na którym można uczyć dziecko przechodzenia przez jezdnię, bezpiecznej jazdy na rowerze z uwzględnieniem zasad ruchu drogowego.
29 września 2006 odbyły się oficjalne uroczystości nadania stadionowi miejskiemu w Grajewie imienia Witolda Terleckiego. W 2008 w ramach rządowego programu „Orlik 2012” w okolicy ZS Nr 2 powstał kompleks boisk ogólnodostępnych wraz z szatniami i zapleczem socjalnym. W 2009 oddano do użytku wielofunkcyjne boisko sportowe przy SP nr 2 i PG nr 2. 16 października 2015 r. otwarto pływalnię miejską przy ulicy Targowej.
W maju odbywa się w Grajewie Międzynarodowy Bieg Uliczny „Bieg Wilka”.

## Szpital

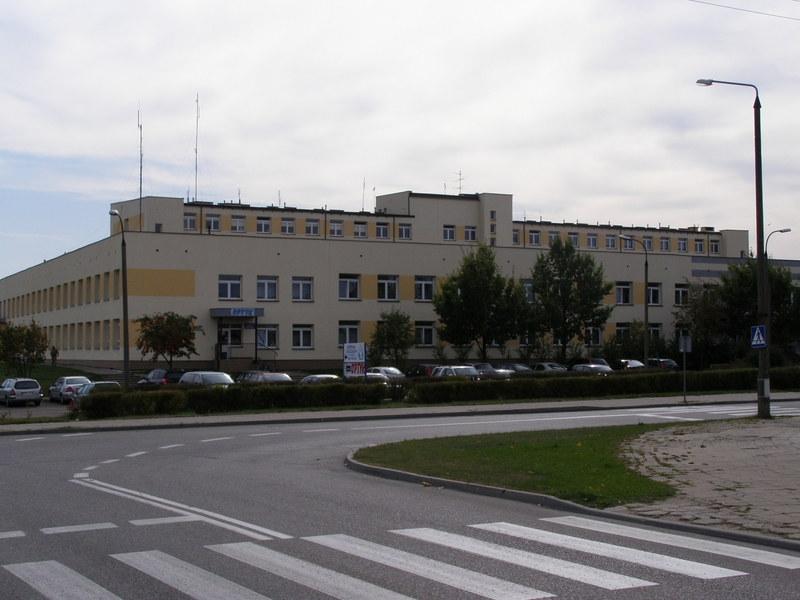
Szpital Ogólny im. dr Witolda Ginela w Grajewie

- Szpital Ogólny im. dr Witolda Ginela w Grajewie[37]

## Ścieżki rowerowe
- ścieżka rowerowa przez Park Solidarności
- ścieżka rowerowa przy ulicy Braci Świackich

## Miasta partnerskie
| Miasto | Państwo |
| ------ | ------- |
| Orany  | Litwa   |